# EBS 국제다큐영화제
EBS 국제다큐영화제(영어: EBS International Documentary Festival, 약칭 EIDF)는 2004년부터 시작한 부분경쟁 국제 다큐멘터리 영화제이다.
한국교육방송공사가 주최하고, 방송통신위원회가 후원하는 이 영화제는 다큐멘터리 시대정신 계승과 세계문화와의 소통의 장을 열고 다큐멘터리의 확산을 목표로 하고 있다.
원래 한국어 명칭은 EBS 국제다큐멘터리페스티벌이었다가, 다큐멘터리와 영화 간의 경계가 모호해지고 있는 상황을 반영하여 2009년 6회 이후부터는 EBS국제다큐영화제로 바뀌었다. EIDF는 영화제가 열리는 장소를 찾지 않고도 지상파 TV(EBS 1TV)에서 출품작을 즐길 수 있는 세계에서 단 하나뿐인 영화제다. 영화제 기간 동안 상영작은 오프라인 극장과 지상파 EBS 1TV, 다큐멘터리 전용 VOD 서비스인 D-BOX를 통해 상영된다.

## 회차 정보
| 년도   | 회차 | 개막일    | 폐막일    | 개막작                                        | 상영작품    | 대상                             | 슬로건                                                                            |
| ------ | ---- | --------- | --------- | --------------------------------------------- | ----------- | -------------------------------- | --------------------------------------------------------------------------------- |
| 2004년 | 1    | 8월 30일  | 9월 5일   | 주부의 얼음땡                                 | 99편        | 안녕 나의 집                     | "변혁의 아시아" "Challenging Asia"                                                |
| 2005년 | 2    | 8월 29일  | 9월 4일   | 또 다른 생존의 땅, 메솟                       | 98편        | 필리핀 소년, 분소                | "생명과 평화의 아시아" "Peace and Life in Asia"                                   |
| 2006년 | 3    | 7월 10일  | 7월 16일  | 반 누엔의 여정                                | 42개국 83편 | 아웃 오브 바운드                 | "화해와 공존, 번영의 아시아" "Prospering Asia, Reconciliation & Coexistence"      |
| 2007년 | 4    | 8월 27일  | 9월 2일   | 영혼의 메아리                                 | 35개국 54편 | 푸지에                           | "사람과 사람, 공존을 위한 대화" "People to People, Communication for Coexistence" |
| 2008년 | 5    | 9월 22일  | 9월 28일  | 세상 끝과의 조우                              | 21개국 43편 | 우리가 알았더라면                | "차이와 다양성을 넘어" "COLORS 360º"                                              |
| 2009년 | 6    | 9월 21일  | 9월 27일  | 구글 베이비                                   | 20개국 50편 | 환생을 찾아서                    | "지구, 더불어 사는 곳" "Earth! Where we live!"                                    |
| 2010년 | 7    | 8월 23일  | 8월 29일  | 달팽이의 별                                   | 27개국 49편 | 집으로 가는 기차                 | "우리의 시선 너머" "Flying Over"                                                  |
| 2011년 | 8    | 8월 19일  | 8월 25일  | 잘 지내니, 루돌프?                            | 29개국 51편 | 마라톤 보이                      | "세상에 외치다" "Be the Voice"                                                    |
| 2012년 | 9    | 8월 17일  | 8월 24일  | 불리                                          | 31개국 48편 | 그들만의 세상                    | "다큐, 세상을 움직이다" "Play the World"                                          |
| 2013년 | 10   | 10월 18일 | 10월 25일 | 블랙아웃                                      | 23개국 54편 | 전선으로 가는 길                 | "진실의 힘" "TRUTH Let it be Heard"                                               |
| 2014년 | 11   | 8월 25일  | 8월 31일  | 그 노래를 기억하세요                          | 23개국 50편 | 홈스는 불타고 있다               | "다큐, 희망을 말하다" "Hope Lies Within US"                                       |
| 2015년 | 12   | 8월 24일  | 8월 30일  | 스톡홀름씨의좋은날                            | 32개국 52편 | 티타임                           | "세상과 통하다" "Connecting with the World"                                       |
| 2016년 | 13   | 8월 22일  | 8월 28일  | 브라더스                                      | 30개국 53편 | 내추럴 디스오더                  | "다큐로 보는 세상" "Plugging into the World"                                      |
| 2017년 | 14   | 8월 21일  | 8월 27일  | 나의 시, 나의 도시                            | 24개국70편  | 버블패밀리                       | "다큐로 보는 세상" "Plugging into the World"                                      |
| 2018년 | 15   | 8월 20일  | 8월 26일  | 비비안 웨스트 우드 : 펑크, 아이콘, 액티비스트 | 33개국 72편 | 멀리 개 짖는 소리가 들리고       | "우리는 멈추지 않는다" "Documentary - Right to Fight"                             |
| 2019년 | 16   | 8월 19일  | 8월 25일  | 미드나잇 트래블러                             | 34개국 73편 | 허니랜드                         | "다큐멘터리, 세상을 비추다"Documentary - Lighting the world"                      |
| 2020년 | 17   | 8월 17일  | 8월 23일  | 매들린, 런웨이의 다운증후군 소녀              | 30개국 69편 | 시네마 파미르                    | "다시 일상으로 - 다큐, 내일을 꿈꾸다!" "In docs, Back to the Ordinary!"           |
| 2021년 | 18   | 8월 23일  | 8월 29일  | 최초의 만찬                                   | 29개국 64편 | 시마스 씨의 도약                 | "일상의 특별함을 담다" "Normal is Now special"                                    |
| 2022년 | 19   | 8월 22일  | 8월 28일  | Dark Red Forest                               | 24개국 63편 | '넬리와 나딘', '사라지는 유목민' | "다큐의 푸른 꿈을 찾아서"Pitch Your Dream                                         |
| 2023년 | 20   | 8월 21일  | 8월 27일  | 땅에 쓰는 시                                  | 35개국 56편 | 침묵의집                         | "시대 정신을 열다”born to be the spirit                                           |
| 2024년 | 21   | 8월 19일  | 8월 25일  | 어떤 프랑스 청년                              | 35개국 56편 | 영사실의 불빛                    | "시대에 다리를 놓다                                                               |

- 극장에서 관람시 관람료는 5000원이다.

## 회차 수상 기록
| 회차   | 개요 | 수상작 | 심사위원 |
| ------ | --- | --- | --- |
| 제1회  | 2004년 8월 30일부터 9월 5일까지 진행되었으며 99편의 다큐멘터리가 TV와 EBS SPACE 공개홀을 통하여 상영됐다. | - 대상 : 안녕 나의 집 - 우수상 : 여정 - 심사위원 특별상 : 양쯔 1호와 나 - 시청자상 : 어느 암환자의 해피데이                                                                                                  | - 트린 T 민하 - 산드라 루쉬 - 왕 샤오룽 - 댄 윌만 - 도정일                                                          |
| 제2회  | 2005년 8월 29일부터 9월 4일까지 진행되었으며 98편의 다큐멘터리가 TV와 EBS SPACE 공개홀을 통하여 상영됐다. | - 대상 : 필리핀 소년, 분소 - 다큐멘터리 정신상 : 작은 새 - 심사위원 특별상 : 콘크리트 혁명 - 시청자상 : 부탄의 오지학교                                                                                      | - 레오나르도 레텔 헴리히 - 앨리 덕스 - 트린 T 민하 - 김소영 - 조종흡                                                |
| 제3회  | 과거의 적대감이나 불신의 해소를 전제하는 '화해와 공존'을 통한 상호 협력은 아시아가 공동번영을 이뤄내고 세계사의 주역으로 전 세계에 기여할 수 있는 단단한 토대가 될 것이므로 '화해와 공존, 번영의 아시아'를 주제로 제시하고 다큐멘터리를 통해 그 의미를 찾으려 하였다. 2006년 7월 10일부터 7월 16일까지 진행되었으며 83편의 다큐멘터리가 TV와 EBS SPACE를 통하여 상영됐다. | - 대상 : 아웃 오브 바운드 - 다큐멘터리 정신상 : 강의 끝은 어디인가 - 심사위원 특별상 : 전장의 미소 - 시청자상 : 우리 자신의 빈라덴                                                                           | - 디미트리 에피드즈 - 사코 마코토 - 클레어 아귈라 - 요아브 샤미르 - 이승무                                          |
| 제4회  | 제4회 EIDF는 갈등과 불신의 해소를 통한 '화해와 공존'만이 우리 시대의 질곡을 치유할 수 있으며 인류의 공동번영을 이뤄낼 수 있다 하여 '사람과 사람, 공존을 위한 대화'를 주제로 제시하였다. 2007년 8월 27일부터 9월 2일까지 TV, EBS SPACE, 메가박스 코엑스, 연세대학교 inD, 대안공간 루프, 아트스페이스 카메라타 등을 통하여 35개국에서 출품한 54편의 다큐멘터리가 상영됐다.  | - 대상 : 푸지에 - 다큐멘터리 정신상 : 미리키타니의 고양이 - 심사위원 특별상 : 무크타르 마이의 외침 - 시청자상 : 살기 위하여 - 심사위원 특별언급 : 암스테르담 편도 비행                                       | - 제프리 길모어 - 앙투아네트 슈팔만 폰 요스트 - 리안 킴 - 이창재 - 무라타 히데오                                    |
| 제5회  | '차이와 다양성을 넘어'라는 주제로 시작된 제5회 EIDF는 EIDF의 기본 목표 중 하나인 '다큐멘터리의 대중화'를 위해 감동을 주며 가볍고 재밌는 다큐멘터리들이 많이 상영되었다. 2008년 9월 22일부터 28일까지 EBS SPACE, 아트하우스 모모, TV를 통하여 21개국에서 출품한 43편의 다큐멘터리가 상영됐다.                                                                              | - 대상 : 우리가 알았더라면 - 다큐멘터리 정신상 : 예술가와 수단 쌍둥이 - 심사위원 특별상 : 지난 겨울, 갑자기 - 시청자상 : 히어 앤 나우 - 심사위원 특별 언급 : 붉은 경쟁, 에덴의 악마들                        | - 크리스틴 초이 - 이충직 - 앙트완 코폴라 - 이케야 카오루 - 이정옥                                                   |
| 제6회  | 6회 영화제부터 한국어 이름이 국제다큐영화제로 바뀌었다. 제6회 EIDF의 주제는 더 나은 공동체를 염원하는 의미에서 정해진 '지구, 더불어 사는 곳'이었다. 2009년 9월 21일부터 2009년 9월 27일까지 EBS SPACE, 아트하우스 모모, TV를 통하여 20개국에서 출품한 50여 편의 다큐멘터리가 상영됐다.                                                                                    | - 대상 : 환생을 찾아서 - 다큐멘터리 정신상 : 나는 경제저격수였다 - 심사위원 특별상 : 가자-스데롯 전쟁 전의 기록 - 시청자상 : 환생을 찾아서 - 심사위원 특별 언급 : 얼굴: 그웬델린 이야기, 찢어라! 리믹스 선언 | - 톰 앤더슨 - 이브 자노 - 박기용 - 가오리 사카가미 - 형 건                                                          |
| 제7회  | '우리의 시선너머'(Flying Over)라는 주제로 2010년 8월 23일부터 8월 29일까지 진행됐다. 총 83개국 536편의 출품작을 받았으며, 49편의 경쟁ㆍ비경쟁 부문에 소개됐다. | - 대상 : 집으로 가는 기차 - 다큐멘터리 정신상 : 디스코와 핵전쟁 - 심사위원 특별상 : 스페이스 투어리스트 - UNICEF 특별상 : 달팽이의 별 - 시청자상 : 달팽이의 별                                               | - 페페 단크바르트 - 모니크 시마드 - 아테프 달가모니 - 박봉남 - 이정욱                                               |
| 제8회  | '세상에 외치다'(Be the Voice)를 주제로 2011년 8월 19일부터 8월 25일까지 진행되었다. 83개국에서 664편의 작품이 출품되었고 그 중 51편을 선정해 상영하였다. '교육 다큐멘터리' 경쟁부문이 신설됐다. | - 대상 : 마라톤 보이 - 교육 다큐멘터리 대상 : 월드 클래스 키즈 - 다큐멘터리 정신상 : 그린 웨이브 - 심사위원 특별상 : 성 - 시청자상 : 마라톤 보이 - UNICEF 특별상 : 잘 지내니, 루돌프?                        | - 마크 루이스 - 빌 니콜스 - 레오나르도 레텔 헴리히 - 장 시엔민 - 유지나                                             |
| 제9회  | '다큐, 세상을 움직이다'(Play the World)를 주제로 2012년 8월 17일부터 24일까지 진행되었다. 82개국에서 710편의 작품이 출품되었고 그 중 48편을 선정해 상영한다. | - 페스티벌 초이스 대상 : 그들만의 세상 - 에듀 초이스 대상 : 엄마 품에서 - 다큐멘터리 정신상 : 첨단 기술, 하류 인생 - 심사위원 특별상 : 기적을 그리다 - UNICEF 특별상 : 이노센테 - 시청자상 : 내가 본 혁명    | 페스티벌 초이스 - 로스 맥켈위 - 니노 커태즈 - 제이콥 웡 - 이승준 에듀 초이스 - 앤디 글린 - 김유열 - 니시카와 미와코 |
| 제10회 | '진실의 힘'(TRUTH LET IT BE HEARD)를 주제로 2013년 10월 18일부터 25일까지 진행되었다. 91개국에서 756편의 작품이 출품되었고 그 중 54편을 선정해 상영했다. | - 페스티벌 초이스 대상 : 전선으로 가는 길 - 다큐멘터리 정신상 : 게이트 키퍼 - 심사위원 특별상 : 부즈카시 - UNICEF 특별상 : 쓰촨은 무너지지 않았다 - 시청자상 : 오백 년의 약속                                | - 레오나르드 레텔 헴리히 - 톰 펄뮤터 - 대니얼 크로스 - 캐롤리나 리딘 - 와카코 나가노 - 예브게니 올레네프 - 형건     |
| 제11회 | '다큐, 희망을 말하다'(Hope Lies Within US)를 주제로 2014년 8월 25일부터 31일까지 진행되었다. 82개국에서 781편의 작품이 출품되었고 그 중 50편을 선정해 상영했다. | - 페스티벌 초이스 대상 : 홈스는 불타고 있다 - 다큐멘터리 정신상 : 마지막 인형극 - 심사위원 특별상 : 아리엘 - UNICEF 특별상 : 달에 부는 바람 - 시청자·관객상 : 112번의 결혼                                   | - 빅토르 코사코프스키 - 데이빗 로일 - 라모나 디아즈 - 시나이 압트 - 추덕담                                          |
| 제12회 | '세상과 통하다'(Connecting with the World)를 주제로 2015년 8월 24일부터 30일까지 진행되었다. 81개국에서 805편의 작품이 출품되었고 그 중 52편을 선정해 상영했다. | - 페스티벌 초이스 대상 : 티타임 - 다큐멘터리 정신상 : 몽테뉴와 함께 춤을 - 심사위원 특별상 : 어느 의대생의 죽음 - 시청자·관객상 : 상상초월 작업실                                                            | - 앨리 덕스 - 간 차오 - 제인 로스코 - 필립 치아 - 정재응                                                            |
| 제13회 | '다큐로 보는 세상'(Plugging into the World)를 주제로 2016년 8월 22일부터 28일까지 진행되었다. 30개국 53편의 다큐멘터리가 상영되었다. | - 페스티벌 초이스 대상 : 내추럴 디스오더 - 다큐멘터리 정신상 : 장미의 땅: 쿠르드의 여전사들 - 심사위원 특별상 : 헛간의 마돈나 - 시청자·관객상 : 장미의 땅: 쿠르드의 여전사들                                 | - 트린 T. 민하 - 크리스 후지와라 - 오정훈 - 와카이 마키코 - 이정옥                                                  |